# My Mind & Me
"My Mind & Me" é uma canção gravada pela cantora americana Selena Gomez. Foi lançado em 3 de novembro de 2022, pela Interscope Records, como single de Selena Gomez: My Mind & Me, um documentário de 2022.

## Recepção critica
Jon Pareles escreveu em uma crítica para The New York Times que a música passou de "fragilidade para determinação" e de "notas de piano solitárias e ecoantes" para uma "marcha de apoio e uma declaração de missão".
Em 21 de dezembro de 2022, foi anunciado que a canção havia entrado na lista de finalistas do Oscar de Melhor Canção Original.

## Prêmios e indicações
| Ano  | Organização                     | Prêmio                 | Resultado | Ref(s) |
| ---- | ------------------------------- | ---------------------- | --------- | ------ |
| 2022 | Hollywood Music in Media Awards | Canção - Documentário  | Indicado  | [ 4 ]  |
| 2022 | Variety Hitmakers               | Canção de Filme do Ano | Venceu    | [ 5 ]  |

## Desempenho nas tabelas de músicas
| Tabela musical (2022–2023)                   | Melhor posição |
| -------------------------------------------- | -------------- |
| Austrália (ARIA)                             | 98             |
| Canadá (Canadian Hot 100)                    | 63             |
| Canadá (Billboard CHR/Top 40)                | 27             |
| Mundo (Billboard Global 200)                 | 80             |
| Grécia Internacional (IFPI)                  | 81             |
| Hungria (Single Top 40)                      | 18             |
| Irlanda (IRMA)                               | 50             |
| Japão Hot Overseas (Billboard Japan)         | 19             |
| Nova Zelândia Hot Singles (RMNZ)             | 13             |
| Portugal (AFP)                               | 108            |
| Coréia do Sul BGM (Circle)                   | 156            |
| Coréia do Sul Download (Circle)              | 190            |
| Suécia (Sverigetopplistan)                   | 76             |
| Suíça (Schweizer Hitparade)                  | 61             |
| Reino Unido (UK Singles Chart)               | 78             |
| Estados Unidos (Billboard Hot 100)           | 83             |
| Estados Unidos (Billboard Adult Top 40)      | 37             |
| Estados Unidos (Billboard Mainstream Top 40) | 22             |

## Histórico de lançamentos
| Região         | Data                   | Formato                        | Estúdio    | Ref.   |
| -------------- | ---------------------- | ------------------------------ | ---------- | ------ |
| Várias         | 3 de novembro de 2022  |                                | Interscope | [ 24 ] |
| Estados Unidos | 8 de novembro de 2022  | Rádio de sucesso contemporâneo | Interscope | [ 25 ] |
| Itália         | 18 de novembro de 2022 | Rádio                          | Universal  | [ 26 ] |